# Escuela parroquial
Escuela parroquial es la escuela que se rige desde una parroquia. Es propia de las parroquias católicas; no debe confundirse con las escuelas dominicales, propias de las organizaciones protestantes.
En Francia se generalizaron con la Ordenanza real del 13 de diciembre de 1698 sobre escuelas parroquiales.
Su nivel académico suele ser el de la educación primaria, principalmente la alfabetización y una educación religiosa rudimentaria (las oraciones y las versiones más sencillas del catecismo). El nivel posterior es el de la enseñanza media, que en el Antiguo Régimen se encomendaba a las escuelas de latinidad o a otros establecimientos, como los colegios jesuitas.
En la Edad Media existían los conceptos de escuela monástica y escuela episcopal.
En otras religiones existe también la vinculación entre las instituciones religiosas y las educativas, como ocurre en el islam con las madrasas y las mezquitas.